# Ostra (gmina)
Ostra – gmina w Rumunii, w okręgu Suczawa. Obejmuje miejscowości Ostra i Tărnicioara. W 2011 roku liczyła 3009 mieszkańców.